# Selenia lilacina
Selenia lilacina là một loài bướm đêm trong họ Geometridae.